# Jules Cavaillès
Jules Cavaillès (* 20. Juni 1901 in Carmaux, Département Tarn als Jean Jules Louis Cavaillès; † 29. Januar 1977 in Épineuil, Département Yonne) war ein französischer Maler der „Réalité Poétique“.

## Biographie
Jules Cavaillès wurde 1901 in eine Familie aus Händlern geboren, zu denen auch Akademiker gehörten. Sein Großonkel war der Geograph Paul Vidal de Lablache. Nach der Schule begann Jules Cavaillès in seiner Heimatstadt Carmaux als Zeichner für die dortige Bergwerks-Gesellschaft.
1922 widmete er sich dann vollständig seiner künstlerischen Karriere und begann an der renommierten „Académie Julian“ in Paris zu studieren. Zunächst befasste er sich mit den alten Meistern im Louvre, während er sich über Jahre hinweg ein Atelier mit seinem Freund und Künstlerkollegen Roger Limouse teilte.
Ein Wendepunkt in seinem Leben war das Jahr 1936, als er von der Fondation Blumenthal ausgezeichnet wurde, wodurch ein breiteres Publikum auf ihn aufmerksam wurde. Infolge seiner Teilnahme an der Ausstellung „Exposition internationale des Arts et Métiers“ ein Jahr später wurde er mit der Dekoration des Pavillons von Languedoc auf der „Exposition Internationale“ beauftragt. Im selben Jahr hatte er seine erste Einzelausstellung in der Galerie Duet in Paris.
1938 erhielt er eine Professur an der „École nationale des Arts décoratifs“, bis der Zweite Weltkrieg ausbrach. Ab 1941 gehörte er zur Résistance in Albi. Nach Ende des Zweiten Weltkrieges arbeitete Cavaillès zunächst als Konservator am Musée des Augustins in Toulouse, ehe er wieder seine Lehrtätigkeit als Professor in Paris aufnahm.
Zusammen mit Raymond Legueult, Roland Oudot und Maurice Brianchon gehörte er der Bewegung Réalité Poétique an. Die Gruppe zeichnete sich vor allem durch eine farbenfrohe Lebensfreude in ihren Bildern aus.
1948 war er auf der Biennale in Venedig vertreten. International stellte er ab 1937 aus: Neben Frankreich (Paris, Nizza) war er auch in Finnland (Helsinki), England (London), Deutschland (Köln) und den USA (New York) präsent.

## Ehrungen
- 1936: Prix Blumenthal
- 1960: Ordre des Palmes Académiques (Ritter)[5]
- 1964: Ordre national du Mérite (Ritter)[5]
- 1966: Ordre des Arts et des Lettres (Komtur)[5]